# شاهدخت خانم مارگاریتا سوئد
شاهزاده مارگاریتای سوئد (Margaretha Sofia Lovisa Ingeborg؛ زادهٔ ۲۵ ژوئن ۱۸۹۹–۴ ژانویه ۱۹۷۷) یکی از اعضای خانواده سلطنتی سوئد و خانواده سلطنتی دانمارک بود. او خواهر بزرگتر شاهزاده مارتا ولیعهد نروژ و آسترید ملکه بلژیک بود.